# Gerontius-Gletscher
Der Gerontius-Gletscher ist ein Gletscher auf der westantarktischen Alexander-I.-Insel. Von den Elgar Uplands fließt er in nördlicher Richtung zum Tufts-Pass.
Das UK Antarctic Place-Names Committee benannte ihn 1977 in Anlehnung an die Benennung der Elgar Uplands. Namensgeber ist das Oratorium The Dream of Gerontius des britischen Komponisten Edward Elgar aus dem Jahr 1900.